# Течение Прандтля — Майера
Течение Прандтля — Майера, или центрированная простая волна разрежения, — течение, реализующееся в сверхзвуковом потоке около острой кромки расширяющейся области. Представляет собой бесконечный набор  волн разрежения, в каждой из которых поток изоэнтропически поворачивается на малый угол. 
Величина первого угла {\displaystyle \mu _{1}=\arcsin {\frac {1}{M_{1}}}}, последнего — {\displaystyle \mu _{2}=\arcsin {\frac {1}{M_{2}}}}.
Предельный угол, на который может отклониться поток, зависит от показателя адиабаты {\displaystyle \gamma } и выражается формулой:
{\displaystyle \left|\Theta _{\max }\right|={\frac {\pi }{2}}\left({\sqrt {\frac {\gamma +1}{\gamma -1}}}-1\right).}
Для воздуха ({\displaystyle \gamma \approx 1{,}4}) эта величина примерно равна 130°. Это предельный угол на который может развернуться поток воздуха с числом Маха {\displaystyle M_{1}=1}, при этом давление, плотность и температура в "развернутом" потоке стремятся к 0, а{\displaystyle M_{2}\rightarrow \infty } (например, если такой поток воздуха вытекает в вакуум). Для течения с {\displaystyle M_{1}>1} предельный угол будет равен {\displaystyle \theta _{lim}=\theta _{max}-\theta _{1}}, где {\displaystyle \theta _{1}}- фиктивный угол поворота потока от {\displaystyle M_{0}=1} до {\displaystyle M_{1}>1}.
Предельные углы практически никогда не реализуются вследствие влияния вязкости и отрыва потока (за исключением вытеканий в сильно разреженную среду или вакуум).
Особенность течения Прандтля — Майера в том, что оно является изоэнтропическим и все термодинамические параметры в нём являются функциями одного из них (простая волна).